# Hertz Pires do Nascimento
Hertz Pires do Nascimento (Rio de Janeiro, 2 de julho de 1963) é um general do Exército Brasileiro e atual comandante do Comando Militar do Sul.

## Vida pessoal
Nascido em 2 de junho de 1963, na cidade do Rio de Janeiro, é filho de Vilma Pires do Nascimento e José Antonio do Nascimento Junior. Casou-se com Mírian e possui dois filhos, Nathalia e Guilherme.

## Carreira

### Formação e primeiros anos
Incorporou às fileiras do Exército em 27 de fevereiro de 1982, ao ingressar na Academia Militar das Agulhas Negras (AMAN), sediada em Resende-RJ. 
Foi declarado Aspirante-a-Oficial da Arma de Cavalaria em 7 de dezembro de 1985, sendo classificado no 1.º Regimento de Carros de Combate, ainda quando a sede era noRio de Janeiro-RJ. Cursou a Escola de Aperfeiçoamento de Oficiais (ESAO) em 1994 e a Escola de Comando e Estado-Maior (ECEME) no biênio 1999-2000. Foi instrutor do curso de Cavalaria da AMAN duas vezes.

### Oficial superior a comandante
Como oficial superior foi Adjunto de Operações da 3ª Divisão de Exército (Santa Maria-RS), Analista de Inteligência do Centro de Inteligência do Exército (CIE), Adjunto da Divisão de Operações do Comando de Operações Terrestres (COTER), Chefe da Divisão de Produção e Divulgação do Centro de Comunicação Social do Exército (CCOMSEX) e Chefe da Divisão de Doutrina e Pesquisa do Centro de Doutrina do Exército do COTER. Comandou o 7º Regimento de Cavalaria Mecanizado (Santana do Livramento/RS). 

### Como oficial general
Como oficial general, Comandou a 3ª Brigada de Cavalaria Mecanizada (Bagé/RS), chefiou o Centro de Doutrina do Exército (Brasília/DF) e comandou a 3ª Divisão de Exército (Santa Maria-RS).

### Promoção
Em 14 de fevereiro de 2023, Nascimento foi promovido para general de 4 estrelas.

### Comando Militar Sul
Nascimento foi nomeado pelo presidente Luiz Inácio Lula da Silva como comandante do Comando Militar do Sul (CMS), sendo efetivado em 11 de abril de 2023. Ele substituiu o general Fernando Soares.
Notorizou-se por atuar nas enchentes no Rio Grande do Sul em 2024, incluindo na coordenação de resgates. Tornou-se notório ao mobilizar uma equipe para resgatar Caramelo, um cavalo que estava ilhado em Canoas. Nascimento reclamou das notícias falsas que estavam sendo espalhadas sobre a ação dos órgãos públicos nas enchentes. Então, a Polícia Federal abriu um inquérito sobre o tema a pedido do Ministro da Justiça Ricardo Lewandowski.

## Educação e missões no exterior
Frequentou a Escola de Blindados do Exército da Bélgica, realizou o curso de Operações Psicológicas e Assuntos Civis no Fort Bragg nos Estados Unidos, o Curso Treinamento Militar e Programa de Cooperação de Língua Inglesa da Organização do Tratado do Atlântico Norte (OTAN) no Canadá, foi Chefe da Seção de Operações Psicológicas e Assuntos Civis na Missão de Estabilização das Nações Unidas para o Haiti (MINUSTAH) e Oficial de Ligação do Exército Brasileiro junto ao Centro de Armas Combinadas do Exército dos Estados Unidos da América, no Forte Leavenworth.

## Condecorações
- Medalha da Ordem do Mérito da Defesa (Grande Oficial)
- Ordem do Mérito Militar (Grande Oficial)
- Medalha Militar (Passador de Ouro)
- Medalha do Pacificador
- Medalha da Vitória
- Medalha Marechal Osório (O Legendário)
- Ordem do Mérito Judiciário Militar (Alta Distinção)
- Medalha do Mérito Blindado
- Distintivo de Comando Dourado
- Medalha das Nações Unidas (MINUSTAH)
- Medalha dos Serviços Meritórios do Exército dos Estados Unidos da América
- Distintivo de Teste Físico (Ouro) do Exército da República Federal da Alemanha[2]